# (85938) 1999 DJ4
(85938) 1999 DJ4 est un astéroïde Apollon et aréocroiseur, classé comme potentiellement dangereux. Il fut découvert par LINEAR à Socorro le 24 février 1999.